# Manuel Manilla

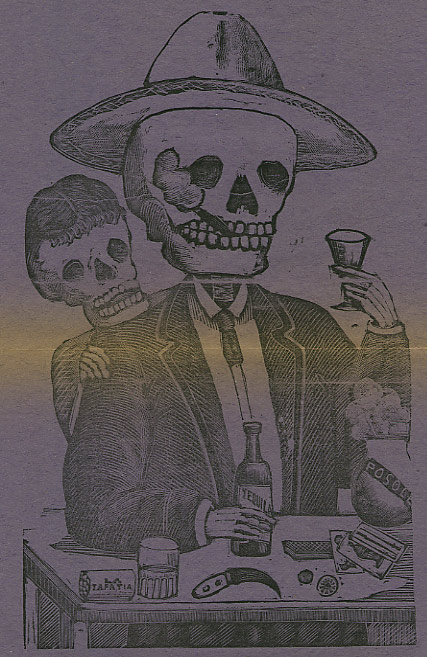
Calavera Tapatia von Manuel Manilla

Manuel Manilla (* 1830; † 1895) war ein mexikanischer Karikaturist.

## Leben
Manuel Manilla wird 1830 in Mexiko-Stadt geboren und begann erst im Alter von 52 Jahren (also 1882) beim Verleger Don Antonio Vanegas Arroyo als Grafiker und Graveur zu arbeiten. Hier traf er auf José Guadalupe Posada, der dort 1892 ebenfalls als Grafiker Arbeit aufnahm. Noch im selben Jahr zog sich Manilla in den Ruhestand zurück. 1895 starb er an Typhus.

## Werk
Manuel Manilla gilt mit seinen Zeichnungen von Skeletten, die Alltagstätigkeiten ausführen, als Vorläufer seines kurzzeitigen Arbeitskollegen José Guadalupe Posada. Er zeichnete seine bekannten Skelettgrafiken hauptsächlich für den Verkauf am mexikanischen Dia de los Muertos, dem Tag der Toten, an jedem 2. November. Das Werk Manuel Manillas umfasste vermutlich etwa 500 Grafiken, die auch Romanfiguren, Straßenszenen und Begebenheiten aus Stierkampf, Religion und Magie darstellten. Die Mehrzahl seiner Werke gilt jedoch als verschollen. Sein Hauptwerk und Broterwerb bestand in der graphischen Gestaltung von Flugblättern.